# つ.ぼ.み〜Future Flower〜/スペシャル*カラフル
「つ.ぼ.み〜Future Flower〜/スペシャル＊カラフル」（つぼみ フューチャーフラワー/スペシャルカラフル）は、テレビアニメ『ハートキャッチプリキュア!』のキャラクターソングを収録したシングル。2010年4月21日にマーベラスエンターテイメントから発売された。

## 概要
テレビアニメ『ハートキャッチプリキュア!』に登場する花咲つぼみ/キュアブロッサム、来海えりか/キュアマリンのキャラクターソングが収録されている。CDジャケットには、花咲つぼみ、来海えりかが描かれている。どちらの楽曲もテレビアニメ本編の挿入歌として使用された。初回限定版には、ジャケットサイズステッカーが封入されている。

## 批評
CDジャーナルは、「劇中でのつぼみ、えりかのキャラクターの特徴を活かしているハッピーな曲になっている。」と批評した。

## 収録曲
1. つ.ぼ.み〜Future Flower〜 [3:29]
歌：花咲つぼみ / キュアブロッサム（水樹奈々）
作詞：六ツ見純代、作曲：高梨康治、編曲：水谷広美
  - ABC系テレビアニメ『ハートキャッチプリキュア!』第4話、第24話挿入歌
2. スペシャル＊カラフル [4:38]
歌：来海えりか / キュアマリン（水沢史絵）
作詞：六ツ見純代、作曲：高梨康治、編曲：藤澤健至
  - ABC系テレビアニメ『ハートキャッチプリキュア!』第8話、第19話挿入歌
3. つ.ぼ.み〜Future Flower〜（オリジナル・カラオケ） [3:29]
4. スペシャル＊カラフル（オリジナル・カラオケ） [4:35]